# Transport and General Workers' Union
Transport and General Workers' Union (TGWU) est un syndicat britannique qui a fusionné avec le syndicat Amicus en mai 2007 pour former le syndicat Unite, aujourd'hui le premier syndicat de Grande-Bretagne. Le TGWU est affilié à l'ITF. 